# Zmijovskaja balka

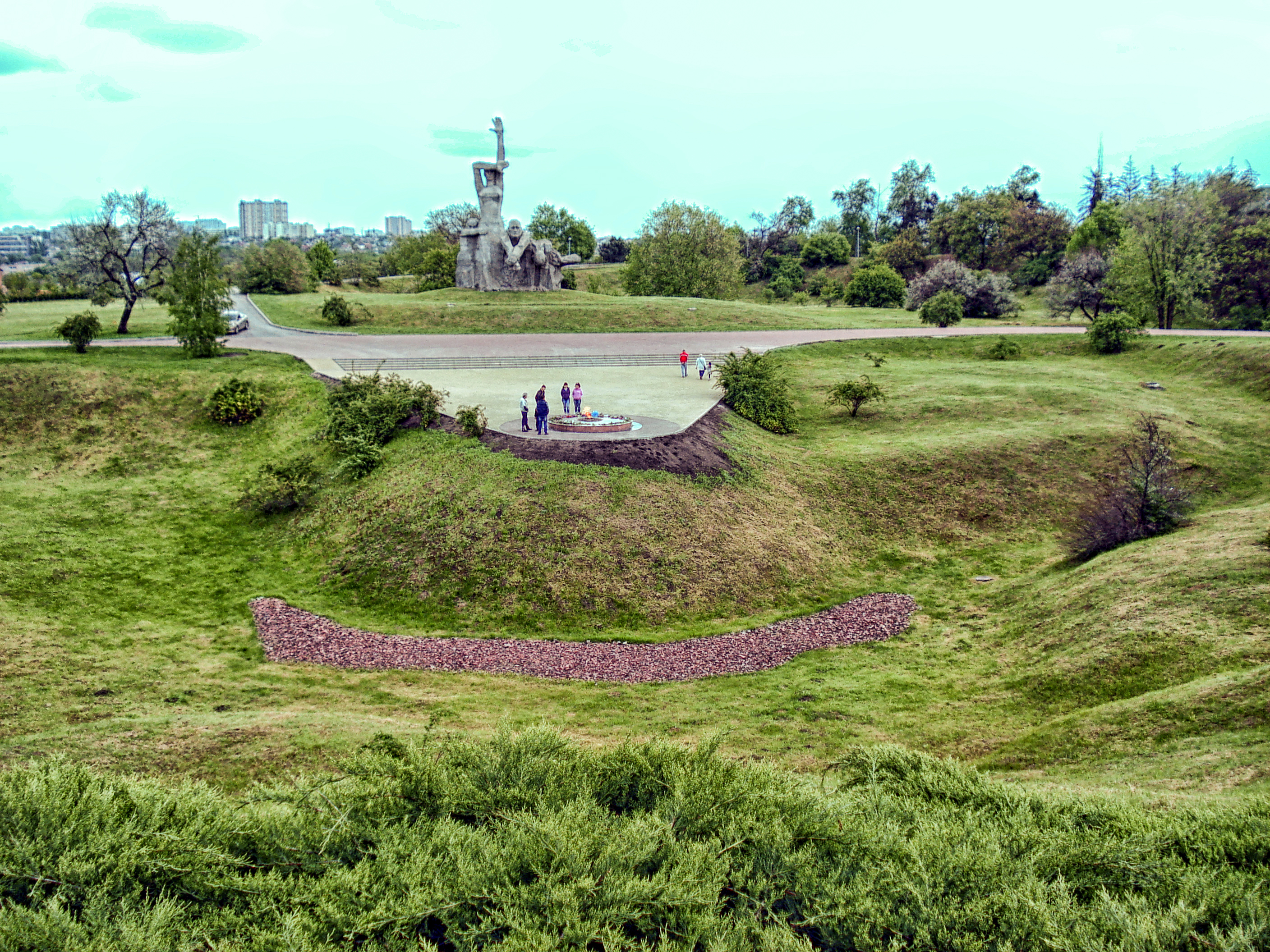
Zmijovskaja balka

Zmijovskaja balka (rusky Змиёвская балка) je roklina na kraji Rostova na Donu v Rusku, kde bylo 11. a 12. srpna 1942 německou armádou zavražděno 27 000 Židů a sovětských civilistů.
Židovští muži z Rostova byli odvedeni k rokli na kraji města Zmijovskaja balka a zastřeleni. Ženy, děti a starší lidé byli zavražděni plynem v nákladních vozech a jejich těla byla spálena v rokli. Komunisté a vojáci Rudé armády tu byli také zabiti a spáleni společně s jejich rodinami.
Zmijovskaja balka, což znamená „rokle hadů“, se stala místem každoročních pamětních obřadů.

## Významné oběti
- Sabina Spielrein, jedna z prvních sovětských psychoanalytiček